# Генрих II (граф Бара)
Генрих II (фр. Henri II de Bar; нем. Heinrich II von Bar; 1190 — 13 ноября 1239, битва при Газе), граф Бара и сеньор Муссона с 1214 года. Сын Тибо I, графа Бара, и Эрмезинды де Бар-сюр-Сен, дочери Ги де Бриенна, графа де Бар-сюр-Сен, представитель Монбельярского дома.

## Биография

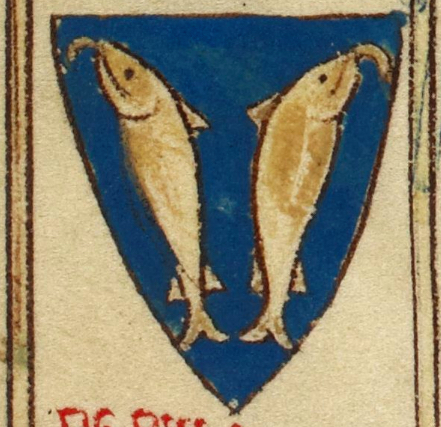
Герб Генриха II де Бар

Впервые Генрих упоминается в 1202 году, а с 1210 года принимал участие в управлении графством Бар.
Генрих участвовал в 1211 году в Альбигойском крестовом походе.
В 1214 году Генрих II стал преемником своего отца. Вскоре после этого он поддержал короля Франции Филиппа II Августа в борьбе с императором Священной Римской империи Оттоном IV и сражался в битве при Бувине. Во время битвы Генрих сражался в центре вместе с королём.
Генрих находился в конфликте с герцогом Лотарингии Тибо I, поэтому во время войны за Шампанское наследство (1216—1221) он активно поддерживал графа Шампани Тибо IV и его мать Бланку Наваррскую. На сторону Тибо IV также встали король Филипп II и император Фридрих II Гогенштауфен. В результате герцог Тибо I был побежден и взят в плен. Хорошие отношения между Тибо Шампанским и Генрихом продолжались на протяжении ряда лет.
В 1226 году умер король Франции Людовик VIII, французские бароны искали регента в противовес вдове короля, Бланки Кастильской, ставшей регентом при несовершеннолетнем сыне Людовике IX. Генрих был союзником графа Тибо IV в этом восстании, но 2 марта 1227 года оба были вынуждены подчиниться Бланке в Вандоме.
Однако к 1229 году Тибо и Генрих поссорились, после того как последний похитил архиепископа Лиона Ричарда д’Овернь. По настоянию Генриха архиепископ устроил брак Иоланды де Дрё, племянницы заклятого врага Тибо IV герцога Бретани Пьера Моклерка, с герцогом Бургундии Гуго IV, с которым Генрих вступил в союз посредством брака. Жена Генриха Филиппа была тетей Иоланды. Тибо вступил в союз с герцогом Лотарингии Матье II, а на стороне Генриха встали граф Водемона Гуго II и епископ Туля Гарин. В январе 1230 года сторонники Генриха вторглись Лотарингию. В ответ Тибо IV и Симон де Жуанвиль в свою очередь опустошили Барруа. Затем герцог Гуго IV вторгся в Шампань. В конфликт вмешалась Бланка Кастильская, чтобы восстановить мир, который был подписан в августе 1232 года.
Генрих II принял участие в «войне Друзей» (1231—1234). По инициативе короля Генриха (VII), Генрих поддержал жителей города Меца в 1231 году против епископа Меца Жана I д’Апремон. В 1233 году Генрих заключил с герцогом Матье II мир, купленный им в 1238 году в Стене.
В 1239 году Генрих принял участие в Крестовом походе, организованном Тибо IV и Пьером Моклерком. Когда армия крестоносцев в ноябре взяла Ашкелон и решила построить крепость, Генрих расстался со своей свитой из основной армии и поспешил вместе с некоторыми другими баронами с их отрядами к Газе. Там они настигли небольшое войско султана Салиха из Египта, разбили его и собрали трофеи с поле битвы.
13 ноября неподалёку от Газы египетские силы застали врасплох крестоносцев, когда те отдыхали. В завязавшемся бою крестоносцы, которыми командовали Генрих II и Амори VI де Монфор, были разбиты; многие были захвачены и доставлены в Каир. Сам Генрих погиб на поле боя. Его останки были обнаружены в начале 1241 год Ричардом Корнуольским и похоронены возле Ашкелона.
В 1240 году дочь Генриха Маргарита вышла замуж за графа Люксембурга Генриха V. В приданое он получил сеньорию Линьи-ан-Барруа с условием, что по ней будет вассалом графов Бара. Однако это не помешало Генриху в 1256 году принести оммаж за Линьи графу Шампани Тибо V. В 1266 году состоялась битва при Прени, во время которой Генрих Люксембургский попал в плен. В 1268 году Людовик IX Святой велел принести Генриху оммаж за Линьи графу Бара Тибо II, сыну Генриха II.
Генрих основал несколько монастырей и делал значительные пожертвования как им, так и другим.

## Брак и дети
Жена: с ок. 1219 Филиппа де Дрё (1192—1242), дочь Роберта II, графа де Дрё. Дети:
- Маргарита (1220—1275); муж с 4 июня 1240 (контракт): Генрих V Белокурый (1216 — 24 декабря 1271), граф Люксембурга и Ла Роша с 1247, граф Арлона с 1256, маркграф Намюра 1256—1264, сеньор де Линьи с 1240
- Тибо II (ок. 1221—октябрь 1291), граф Бара с 1237
- Генрих (ум. после 3 сентября 1349)
- Жанна (1225—1299); 1-й муж: Фридрих (1216 — 24 декабря 1271), сеньор де Бламон из дома Зальмов; 2-й муж: Людовик фон Лоон (1235—1299), граф де Шини
- Рено (ум. 22 июля 1271); жена: Мария де Киврен (ум. июнь 1293), дочь Николы, сеньора де Киврен
- Эрар (ум. 1335)
- Изабелла (ум. 1320)